# Charlotte megye (Virginia)
Charlotte megye az Amerikai Egyesült Államokban, azon belül Virginia államban található. Megyeszékhelye Charlotte Court House, legnagyobb városa Keysville. Lakosainak száma 11 529 fő (2020. április 1.). Charlotte megye Prince Edward, Lunenburg, Mecklenburg, Halifax, Campbell és Appomattox megyékkel határos.

## Népesség
A megye népességének változása:
| Lakosok száma | 12 564 | 12 514 | 12 421 | 12 305 | 12 201 | 11 529 |
|               | 2010   | 2011   | 2012   | 2013   | 2015   | 2020   |